# هیون-سو کیم
هیون-سو کیم (انگلیسی: Hyun-soo Kim؛ زادهٔ ۱۲ ژانویهٔ ۱۹۸۸) بازیکن بیس‌بال اهل کره جنوبی است.